# Hans Geulig
Hans Geulig (* 1934 in Wesseling; † 2004 ebenda) war ein deutscher Maler und Grafiker des Surrealismus.

## Leben und Werk
1934 im Wesselinger Ortsteil Berzdorf geboren, schloss er zuerst von 1952 bis 1955 eine handwerkliche Ausbildung zum Buchbinder ab. Von 1962 bis 1966 absolvierte er an der Pariser Ecole ABC de Dessin ein Fernstudium mit Diplom.
Nach dem Studium widmete er sich ab 1964 der Arbeit an Monotypien, die stark von seinem Vorbild Max Ernst inspiriert waren, an denen er aber früh einen eigenen Stil ausarbeiten konnte. 1972 schließlich erhielt Geulig das Max-Ernst-Stipendium der Stadt Brühl.
Ab 1974 entwarf Geulig erste Kollagen und Kleinplastiken. 1979 erschien sein meditativer Bildband Dazwischensein, versehen mit Texten von Dr. Rainer Roeckelein. In den 1980er Jahren widmete sich Geulig vermehrt der Fotografie und verknüpfte diese mit seinem bisherigen Schaffen. 1984 kam es zur Teilnahme an dem Projekt Gesammelte Angst der Friedensforschung in Tübingen.
Sein umfangreiches künstlerisches Lebenswerk schenkte Geulig 2002 in einem großzügigen Akt der Stadt Wesseling. Ein Teil seiner Werke ist seitdem in der Wesselinger Artothek entleihbar.

## Ehrungen und Kunstpreise
- 1972: Max-Ernst-Stipendium der Stadt Brühl
- 1991: Kunstpreis der Stadt Wesseling